# Terminalia soembawana
Terminalia soembawana är en tvåhjärtbladig växtart som beskrevs av Van Slooten. Terminalia soembawana ingår i släktet Terminalia och familjen Combretaceae. Inga underarter finns listade i Catalogue of Life.